# Quan hệ Venezuela – Việt Nam
Quan hệ Việt Nam-Venezuela là mối quân hệ ngoại giao giữa Cộng hòa Xã hội Chủ nghĩa Việt Nam và Cộng hòa Bolivar Venezuela. Hai nước đã thiết lập quan hệ ngoại giao vào ngày 8 tháng 9 năm 1989. Việt Nam đã mở đại sứ quán tại Caracas và Venezuela đã mở đại sứ quán tại Hà Nội. Thương mại song phương giữa hai nước đạt 11,7 triệu USD vào năm 2007, quan hệ giữa hai nước cho thấy vẫn còn "tiềm năng lớn". Từ năm 2008, hai nước đã chứng kiến những bước phát triển mới trên nhiều lĩnh vực như chính trị, kinh tế, văn hóa, xã hội, đặc biệt là công nghiệp dầu khí.

## Các chuyến viếng thăm
Chủ tịch nước Việt Nam Nguyễn Minh Triết đã tới Caracas vào ngày 18 tháng 11 năm 2008 trong khuôn khổ chuyến thăm 2 ngày theo lời mời của tổng thống Hugo Chávez. Nguyễn Minh Triết đã hoan nghênh tình hữu nghĩ giữa Việt Nam với Venezuela khi chứng kiến các thỏa thuận dầu khí, trong đó bao gồm một quỹ phát triển chung. Ông đã nói: "Chúng tôi (Việt Nam) biết ơn sự ủng hộ và tình đoàn kết mà họ (Venezuela) đã chia sẻ với chúng tôi từ trước tới giờ".
Sau chuyến thăm của Chavez tới Việt Nam năm 2006, chính phủ của ông đã tăng cường quan hệ song phương với đất nước, trong đó có cả chuyến thăm của Tổng Bí thư Đảng Cộng sản Nông Đức Mạnh, vào năm 2007 chuyến thăm năm 2006, bao gồm cả Tập đoàn Dầu khí Việt Nam đã được nhượng bộ trong lưu vực Orinoco và thỏa thuận vận chuyển dầu của Venezuela đến Việt Nam, nơi hai bên sẽ cùng nhau xây dựng một nhà máy lọc dầu mà Việt Nam thiếu. Trong chuyến thăm năm 2006, Chavez đã ca ngợi lịch sử cách mạng của Việt Nam khi ông tấn công Hoa Kỳ vì những tội ác "đế quốc" trong Chiến tranh Việt Nam. Trong chuyến thăm năm 2008, Nguyễn Minh Triết đã trả lại những bình luận tương tự khi ông ca ngợi một nhóm người Venezuela đã bắt một lính Mỹ trong chiến tranh Việt Nam trong một nỗ lực không thành công để ngăn chặn việc xử tử một nhà cách mạng Việt Nam. Hai nhà lãnh đạo cũng đã ký một thỏa thuận cho một quỹ chung trị giá 200 triệu đô la và 15 dự án hợp tác.

## Thỏa thuận
Vào tháng 3 năm 2008, một thỏa thuận đã được ký kết hợp tác du lịch giữa Việt Nam và Venezuela. Chủ tịch Nguyễn Minh Triết, đã nhận được Phó chủ tịch PDVSA, Asdrubal Chavez và tuyên bố rằng hợp tác dầu khí sẽ trở thành một ví dụ điển hình cho sự hợp tác nhiều mặt của họ. Năm 2009, chính phủ Venezuela đã phê duyệt 46,5 triệu đô la Mỹ cho một dự án phát triển nông nghiệp với Việt Nam.

## Đại sứ quán, lãnh sự quán
- Tại Việt Nam:
- Hà Nội (Đại sứ quán)

- Tại Venezuela:
- Caracas (Đại sứ quán)